# Ponte Girevole
Ne doit pas être confondu avec Pont San Francesco di Paola.
Le Ponte Girevole (ou Pont de San Francesco di Paola), à Tarente est un pont tournant qui relie l'îlot historique du Borgo Antico à la presqu'île du Borgo Nuovo. Inauguré le 22 mai 1887 par l'amiral Ferdinando Acton, le pont enjambe le chenal navigable de 400 m de long et 73 m de large, faisant communiquer le golfe de Tarente (Mar Grande) à la rade de la ville (Mar Piccolo). 

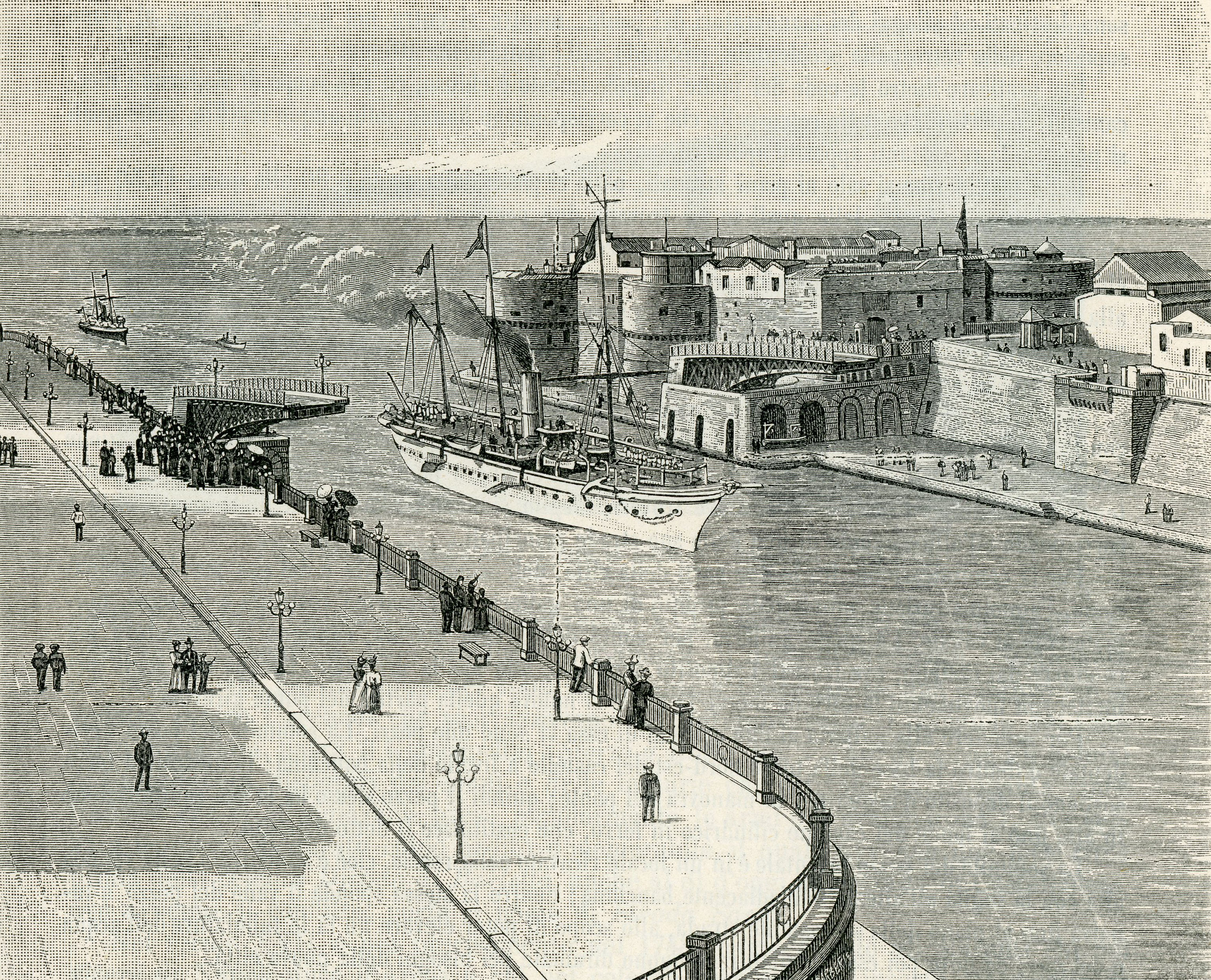
Le pont ouvert laisse passage au vaisseau « Savoie », en 1898.

Le pont mesure 89,9 m de long et 9,3 m de large. 

## Historique
Construit par l'Impresa Industriale Italiana di Napoli sur un projet de l'ingénieur Giuseppe Messina qui en dirigea les travaux de construction, le pont était initialement formé d'un grand arc métallique surbaissé, divisé en deux branches fonctionnant indépendamment l'une de l'autre autour d'un pivot vertical placé sur un épaulement empiétant sur le chenal. Les deux travées étaient actionnées par des turbines hydrauliques alimentées par un grand réservoir de 600 m³ aménagé dans le Castello Aragonese voisin. 
Le mécanisme a été électrifié en 1957-1958, en maintenant toutefois intacts les principes du génie militaire de la marine. Le nouveau pont a été inauguré par le Président de la République Giovanni Gronchi, le 10 mars 1958, sous le nom de San Francesco di Paola, protecteur des gens de mer. 

## Description
Le Ponte Girevole est périodiquement l'objet d'attention pour des opérations de maintenance, à la fois du mécanisme et de la structure métallique. Chaque demi-pont, qui est en fait une structure indépendante, s'articule autour d'un pivot central ancré à quai par des tire-fonds implantés dans le béton ; il est actionné par une crémaillère entraînée par un pignon principal mu par un moteur électrique. L'ensemble repose sur une piste de roulement composée d'une série de rouleaux d'acier. L'ouverture du pont est nécessaire pour livrer passage aux grands vaisseaux ralliant la base navale implantée dans la rade (Mar Piccolo). La manœuvre d'ouverture, ainsi que l'entretien, sont confiés à des techniciens de la marine italienne. 
Les procédures d'ouverture et de fermeture du pont exigent au total environ vingt minutes, temps au cours duquel la ville est littéralement coupée en deux. Les manœuvres sont réalisées à partir du poste de pilotage situé à proximité de chacune des deux moitiés du pont, quatre ouvriers contrôlant le bon fonctionnement des machines et se tenant prêts à intervenir en cas de difficulté. 
La première opération manuelle à effectuer est l'enlèvement des huit cales et le découplage des deux chevilles placées aux extrémités, qui stabilisent le pont lorsqu'il est fermé. L'ouverture proprement dite commence par la rotation d'environ 45° du demi-pont côté Borgo Antico, suivie de la rotation de 90° du demi-pont côté Borgo Nuovo, et enfin par l'achèvement de la rotation côté Borgo Antico. 

## Le symbole de Tarente
Le Ponte Girevole est devenu le symbole de la ville de Tarente, en considération de son caractère unique, témoignage d'un magnifique travail d'ingénierie navale. De plus, le passage obligé des navires avec l'équipage sur le pont constitue un moment d'intense émotion pour les familles et les amis qui saluent leurs proches depuis les rives du chenal. 